# Ogcodes varius
Ogcodes varius is een vliegensoort uit de familie van de spinvliegen (Acroceridae). De wetenschappelijke naam van de soort is voor het eerst geldig gepubliceerd in 1812 door Latreille in Olivier.